# Isotes prodiga
Isotes prodiga is een keversoort uit de familie bladkevers (Chrysomelidae). De wetenschappelijke naam van de soort werd in 1847 gepubliceerd door Wilhelm Ferdinand Erichson.